# Archaeenviren

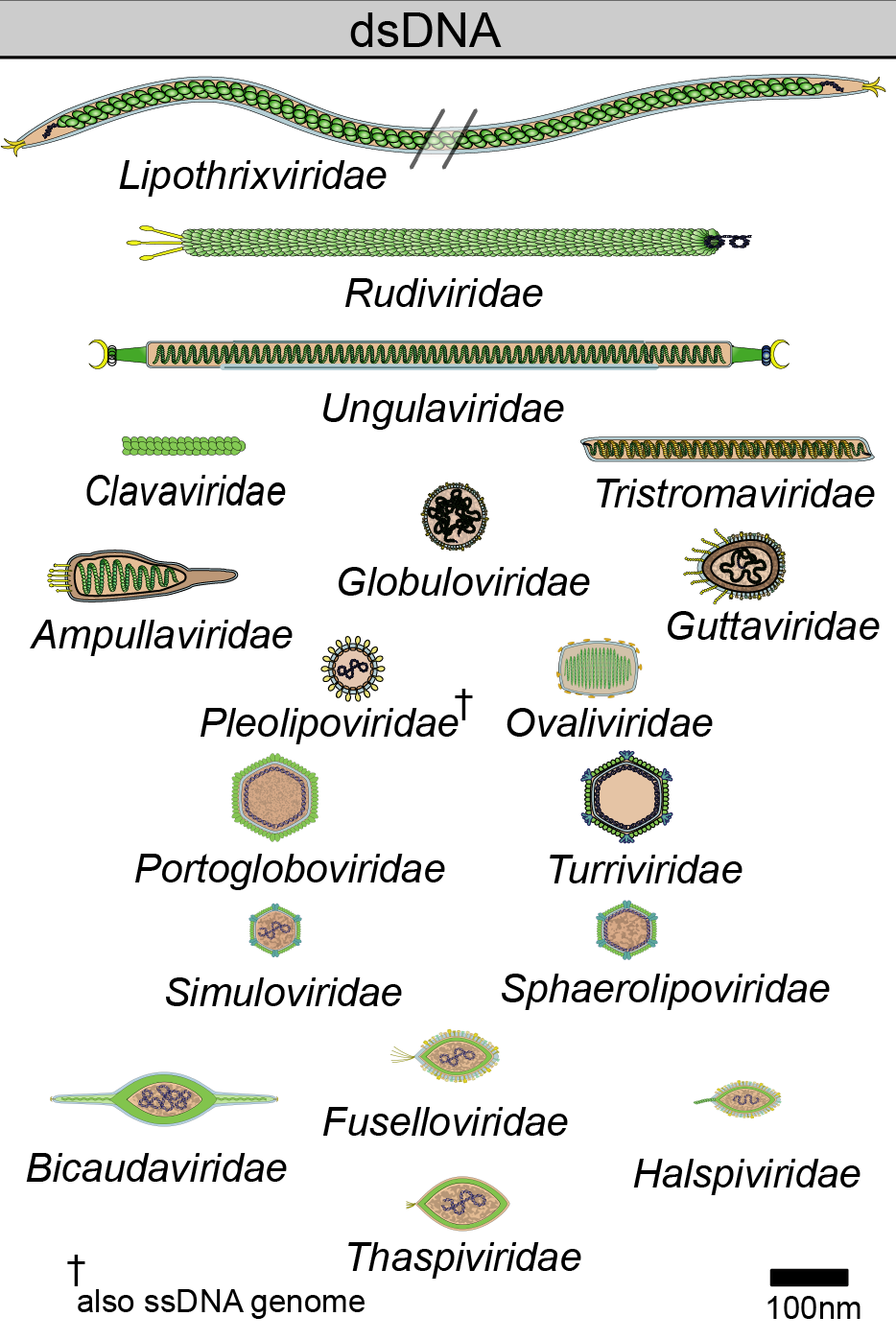
Archaeenviren: Schemazeichnungen von Viruspartikeln, maßstabsgetreu (1)

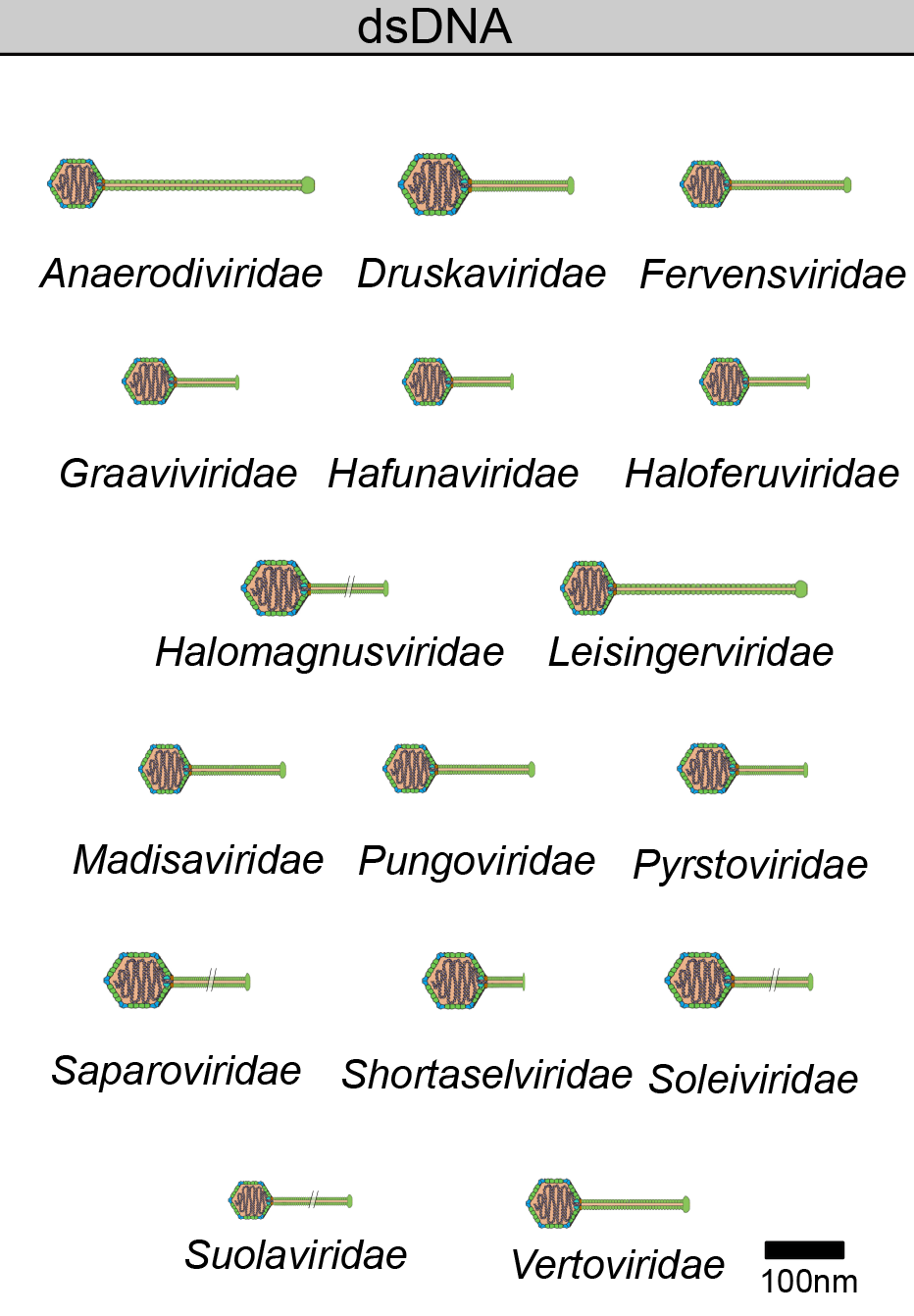
Archaeenviren: Schemazeichnungen von Viruspartikeln, maßstabsgetreu (2)

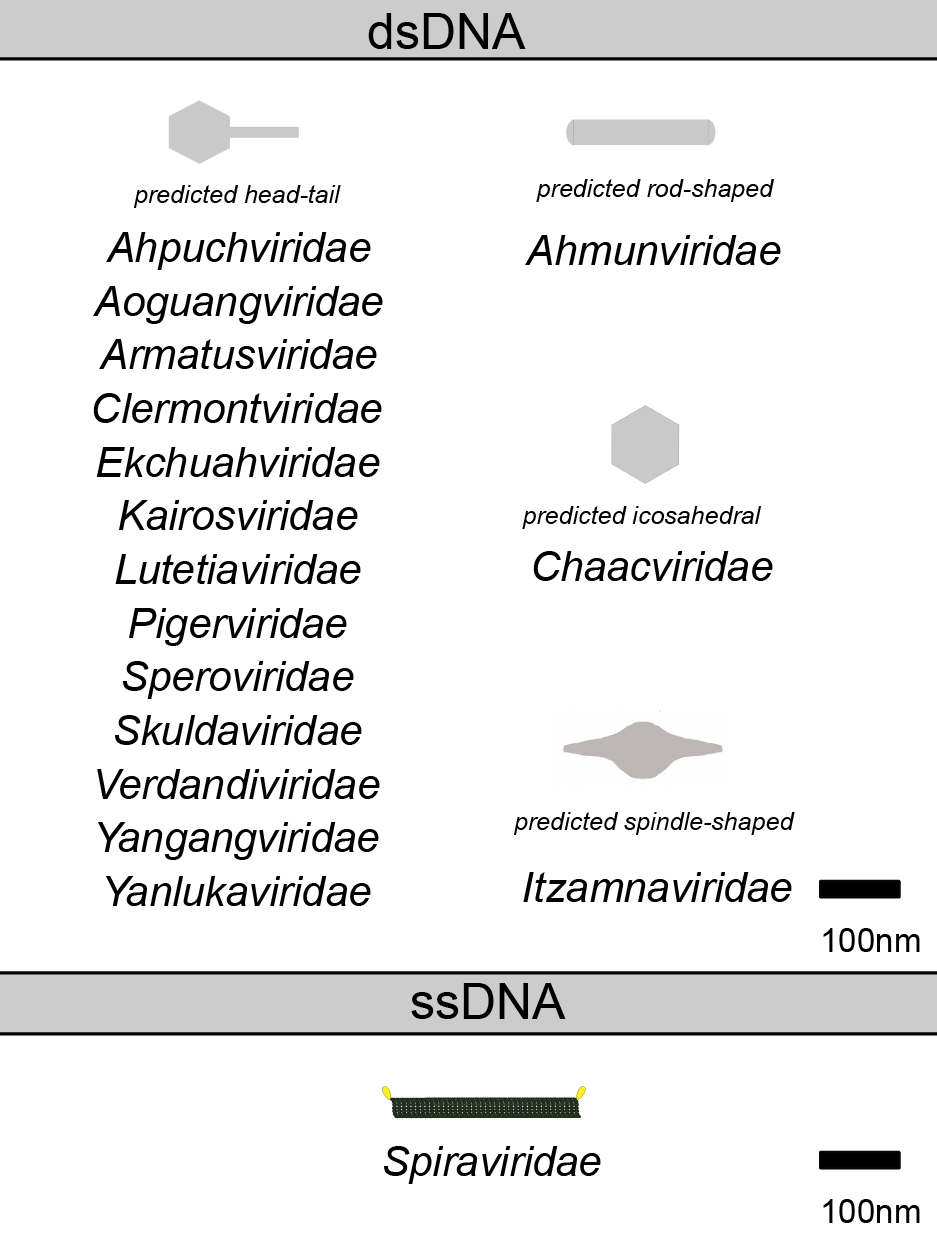
Archaeenviren: Schemazeichnungen von Viruspartikeln, maßstabsgetreu (3)

Archaeenviren (auch Archaeen-Viren) sind Viren, die Archaeen infizieren und sich in ihnen vermehren. Die Archaeen bilden neben den Bakterien eine Domäne einzelliger, prokaryotischer Organismen. Archaeenviren sind wie ihre Wirte weltweit (kosmopolitisch) anzutreffen, insbesondere auch in extremen Umgebungen, die für die meisten Lebewesen zu unwirtlich sind, z. B. in sauren heißen Quellen, stark salzhaltigen Gewässern und auf dem Meeresgrund. Sie wurden aber auch in tierischen und im menschlichen Körper gefunden. Das erste bekannte Archaeenvirus wurde 1974 beschrieben (noch bevor man die Archaeen von den Bakterien unterschied). Seither wurde eine große Vielfalt von Archaeenviren entdeckt, von denen viele spezifische Merkmale aufweisen, die bei anderen Viren nicht zu finden sind. Über ihre biologischen Prozesse, etwa wie sie sich replizieren, ist meist wenig bekannt. Man geht davon aus, dass Archaeenviren etliche unabhängige Ursprünge haben, von denen einige vermutlich zeitlich vor dem letzten gemeinsamen Vorfahren der Archaeen (englisch Last Archaeal Common Ancestor, LACA) liegen.
Ein Großteil der bei Archaeenviren zu beobachtenden Vielfalt ist in ihrer Morphologie begründet. Ihre Viruspartikel (Virionen) haben viele verschiedene Formen, darunter Spindel-, Zitronen-, Stäbchen-, Flaschen-, Tröpfchen- und Spiralform. Einige enthalten eine Virushülle, d. h eine Lipidmembran, die das Virus-Kapsid umgibt, in dem sich das Virus-Genom befindet – in einigen Fällen umgibt die Hülle das Genom jedoch innerhalb des Kapsids. Alle bekannten Archaeenviren haben ein Genom aus Desoxyribonukleinsäure (DNA), einige können jedoch auch Genomsegmente aus Ribonukleinsäure (RNA) enthalten. Fast alle bisher identifizierten Archaeenviren haben dabei eine Doppelstrang-DNA (dsDNA), nur eine kleine Minderheit hat Einzelstrang-DNA (ssDNA). Ein großer Teil der von Archaeenviren kodierten Gene hat keine anderweitig bekannte Funktion oder Homologie zu anderen Genen.
Im Vergleich zu bakteriellen und eukaryotischen Viren sind bisher nur sehr wenige Archaeenviren detailliert beschrieben worden (Stand 2021). Trotzdem sind die untersuchten Viren sehr vielfältig und gehören zu mehr als 20 Familien, von denen viele keine Verwandtschaft mit anderen bekannten Viren aufweisen. Im Allgemeinen können alle Archaeenviren in zwei große Gruppen eingeteilt werden: solche, die mit bakteriellen und eukaryotischen Viren verwandt sind, und solche, bei denen dies nicht der Fall ist. Zur ersten Gruppe gehören Viren der Realms Duplodnaviria und Varidnaviria, die vermutlich einen älteren Ursprung haben als der LACA, zur zweiten Gruppe gehören Viren des Realms Adnaviria, sowie alle Familien von Archaeenviren, die bisher noch keinen höheren Taxa zugeordnet werden können und von denen man annimmt, dass sie in jüngerer Zeit aus nichtviralen mobilen genetischen Elementen wie Plasmiden entstanden sind.
Weitgehend unbekannt ist noch, wie Archaeenviren mit ihren Wirten und der Umwelt interagieren. Viele etablieren eine persistente Infektion, bei der kontinuierlich Nachkommen mit einer geringen Rate produziert werden, ohne das Wirtsarchaeon zu töten. Einige haben sich offenbar zusammen mit ihren Wirten entwickelt (Koevolution) und sich an die Umgebung angepasst, in der die Archaeen. Den Bicaudaviridae wachsen beispielsweise, nachdem sie ihre Wirtszelle verlassen haben, zwei „Schwänze“ an den entgegengesetzten Enden der Virionen, was ihnen helfen kann, in dünn besiedelten Umgebungen einen neuen Wirt zu finden. In den Ozeanen spielen Archaeenviren vermutlich eine wichtige Rolle beim Nährstoffrecycling, sie stellen vor allem am Meeresboden eine wichtige Todesursache für Archaeen dar. Bei einigen Archaeenviren in hypersalinen Umgebungen kann der Salzgehalt die Infektiosität und das Verhalten des Virus beeinflussen.
Zu den Forschungsbereichen in der Archaeen-Virologie gehören ein besseres Verständnis ihrer Vielfalt und die Erforschung ihrer Replikationsmethoden. Einige Umgebungen, wie z. B. saure heiße Quellen, werden fast ausschließlich von („acidothermophilen“) Archaeen bevölkert. Diese Umgebungen sind daher sehr geeignet, um zu untersuchen, wie Archaeenviren mit ihren Wirten interagieren. Da ein großer Teil ihrer Gene keine von anderen Organismen oder Viren bekannte Funktion hat, gibt es eine große Reserve an genetischem Material, das zu erforschen ist.
In den ersten Jahrzehnten der Erforschung von Archaeenviren entdeckten Wolfram Zillig und seine Kollegen zahlreiche Familien von Archaeenviren. Seit dem Jahr 2000 wurden mit kultivierungsunabhängigen Methoden wie der Metagenomik viele neue Archaeenviren identifiziert. Methoden wie die Kryoelektronenmikroskopie (Cryo-EM) und die Gensyntenie haben dazu beigetragen, ihre evolutionäre Entwicklung besser zu verstehen.

## Terminologie
Archaeenviren wurden ursprünglich zusammen mit den Bakterienviren als „Bakteriophagen“ oder einfach „Phagen“ bezeichnet.
Die entsprach der früheren Klassifizierung von Archaeen zusammen mit Bakterien in einem System, das diese als Prokaryoten mit einfachem Zellaufbau einerseits von den komplex-zellulären Eukaryoten (u. a. mit den Pflanzen, Pilze, Tiere einschließlich des Menschen) andererseits unterschied. Die erste offizielle Bezeichnung für Archaeen war entsprechend „Archaebakterien“, womit die Archaeenviren dann „archaebakterielle Phagen“ darstellten. Allerdings begann man bereits etwa zur gleichen Zeit, als die Bezeichnung Archaebakterien eingeführt wurde, Archaeenviren als Viren und nicht mehr als Phagen zu bezeichnen; dieser Trend von „Phage“ zu „Virus“ bei der Bezeichnung von Archaeenviren setzte sich in den 1980er Jahren fort. 1990 wurde mit der Einführung des Drei-Domänen-Systems mit den drei Bereichen Archaeen, Bakterien und Eukaryoten die Archaea (Archaeen) als eine der drei Domänen zellulärer Organismen etabliert. Innerhalb weniger Jahre wurde dann auch der Begriff „archaebakterielles Virus“ oder „archaebakterieller Phage“ (englisch archaebacterial virus/phage) durch „Archaeenvirus“ (archaeal virus) ersetzt.
Auch wenn seit 1990 im angelsächsischen Sprachgebrauch archaeal virus der vorherrschende Begriff zur Beschreibung von Archaeen infizierenden Viren ist, wurden noch viele Synonyme für diesen Begriff verwendet, darunter archaeovirus, archaeavirus, archaevirus, archeovirus, archael virus, archeal virus, archae virus, archaeon virus, archaeon virus und archaeophage („Archaeophage“).
Entsprechend diesem Trend wird im Artikel hier als deutsche Bezeichnung „Archaeenviren“ verwendet, auch wenn gelegentlich die Schreibweise „Archaeen-Viren“ anzutreffen ist.
Heute ist es zudem üblich, dass archaeal virus eine Bezeichnung für den Typ der infizierten Archaeen vorangestellt wird. Zum Beispiel bezeichnet crenarchaeal virus Viren des Archaeen-Phylums Thermoproteota (früher Crenarchaeota).
Die Begriffe „thermophil“, „mesophil“, „psychrophil“ und „halophil“ sind ebenfalls gebräuchlich, wenn es um Archaeenviren geht, und bezeichnen Viren von Archaeen in Hochtemperatur-, Mitteltemperatur-, Niedrigtemperatur- bzw. salzhaltiger Umgebung. Im letzteren Fall werden auch die Begriffe „Halovirus“ und englisch haloarchaeal virus verwendet.

## Morphologie

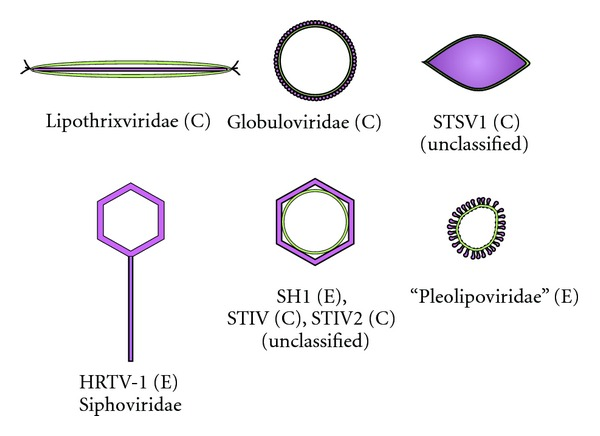
Morphologien von Archaeenviren. Die Lipidmembran (gelb) befindet entweder innerhalb oder außerhalb des violett dargestellten Proteinkapsids (nicht maßstabsgetreu).

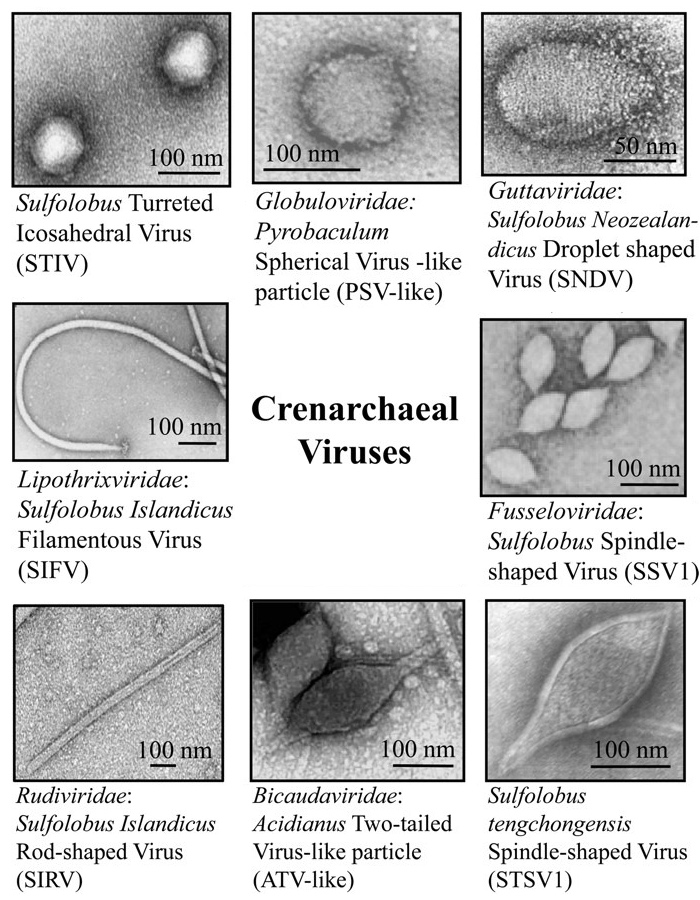
Morphologische Vielfalt bei Viren der Thermoproteota (früher Crenarchaeota genannt).

Archaeenviren sind morphologisch sehr vielfältig, obwohl bisher nur relativ wenige Vertreter beschrieben wurden. Sie weisen einige strukturelle Merkmale auf, die bei anderen Virustypen nicht zu finden sind:
Ampullaviridae sind flaschenförmig; Bicaudaviridae, Fuselloviridae, Thaspiviridae und Halspiviridae sind spindel- oder zitronenförmig, oft auch pleomorph; Spiraviridae sind spiralförmig; Guttaviridae sind tröpfchenförmig. Clavaviridae, Rudiviridae, Lipothrixviridae und Tristromaviridae haben fadenförmige – flexible oder starre – Virionen, wobei die beiden letztgenannten eine Hülle um das Kapsid enthalten (im Gegensatz zu allen anderen bekannten fadenförmigen Viren, denen eine Lipidmembran fehlt).
Globuloviridae sind kugelförmig oder pleomorph, Pleolipoviridae haben eine pleomorphe Form mit aus einer Membran gebildeten Vesikeln (Blasen) und die Ovaliviridae haben ein spulenförmiges Kapsid, das von einer ellipsoid- oder eiförmigen Hülle umschlossen ist. Die Viruspartikel der Caudoviricetes haben einen Kopf-Schwanz-Aufbau, bei der ein ikosaedrisches Kapsid den „Kopf“ der Viruspartikel bildet und mit einem „Schwanz“ verbunden ist. Je nach Morphotyp kann dieser „Schwanz“ kann lang und kontraktil, lang und nicht kontraktil oder kurz sein.
Portogloboviridae, Turriviridae und Halopanivirales und haben ikosaedrische Kapside ohne „Schwänze“. Die Halopanivirales enthalten eine Lipidmembran innerhalb des Kapsids direkt um das Genom herum.
Ein gemeinsames Merkmal vieler Gruppen von Archaeenviren ist die gefaltete Struktur des Hauptkapsidproteins (englisch major capsid protein, MCP). Die MCPs der Portogloboviren enthalten zwei antiparallele β-Faltblätter, die als Single Jelly Roll fold (SJR-Faltung) bezeichnet werden, die Halopaniviren haben zwei paraloge SJR-gefaltete MCPs, und die Turriviren haben ein einzelnes MCP mit zwei Jelly Roll-Faltungen. Diese Jelly-Roll-Faltung ist ein gemeinsames Merkmal der Varidnaviria, die MCPs der Archaeenviren der Caudoviricetes sowie anderer Viren des Realms Duplodnaviria sind durch eine HK97-ähnliche Faltung gekennzeichnet. Die MCPs der Adnaviria besitzen die SIRV2-Faltung (eine Art Alpha-Helix-Bündel, benannt nach dem Sulfolobus islandicus rod-shaped virus 2, SIRV2) und die MCPs der Bicaudaviren besitzen die ATV-ähnliche Faltung (eine weitere Art von Alpha-Helix-Bündel, benannt nach dem „Acidianus two-tailed virus“, ATV). Die Faltungsarchitektur-Klassen der MCPs anderer Archaeenviren sind derzeit (Stand 2017) noch nicht bekannt, allerdings scheint eine Vier-Helix-Bündel-Domäne in den MCPs der spindelförmigen Viren üblich zu scheint.

## Klassifizierung

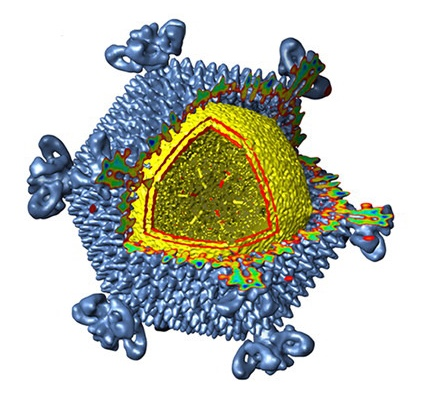
Kryoelektronenmikroskopische Rekonstruktion des Sulfolobus-Turreted-Icosahedral-Virus (STIV): Schnittansicht des ikosaedrischen Kapsids mit einer Symmetrie von T = 31 und turmartigen Fortsätzen, die von jedem der Vertices (Ecken) ausgehen.

Häufig wird zwischen Archaeenviren, die morphologisch oder genetisch mit anderen Viren (insbesondere Bakterienviren) verwandt sind und solchen ohne eine derartige Verwandtschaft unterschieden.
Zu ersteren gehören:
- halophile Caudoviren der Archaeen (arTVs), die mit bakteriellen Caudoviren und (entfernt) mit eukaryotischen Herpesviren verwandt sind. Viele mesophile Archaeen-infizierende Caudoviren wurden per Metagenomik identifiziert und müssen daher noch isoliert werden.[3] Mutmaßliche Viren der Nitrososphaerota (früher Thaumarchaeota) und Euryarchaeota sowohl in der Wassersäule als auch in Sedimenten wurden identifiziert, aber noch nicht kultiviert.[26]
- Simuloviridae und Sphaerolipoviridae (beide Familien aus der Ordnung Halopanivirales), die halophile Archaeen infizieren und mit bakteriellen Viren der Matshushitaviridae (aus derselben Ordnung) verwandt sind.
- Turriviridae, die mit den bakteriellen Virusfamilien Tectiviridae, Corticoviridae, Finnlakeviridae und Autolykiviridae, sowie vielen eukaryotischen Virusfamilien wie den Adenoviridae, den Adintoviridae und den Yaraviridae verwandt sind.

Zu den Archaea-spezifischen Virusgruppen gehören der gesamte Realm Adnaviria, die zum Realm Monodnaviria gehörende Familie Pleolipoviridae, und alle Archaeenvirusfamilien, die bislang (Stand Februar 2024) keinen höheren Taxa zugeordnet sind.
Zwei Archaeenviren, die 2017 erstmals beschrieben wurden, sind das „Metallosphaera turreted icosahedral virus“ und das „Methanosarcina spherical virus“ (NCBI: Tectiviridae).
Diese beiden Virusspezies sind in ihrer Art einzigartig und weisen keine Verwandtschaft mit anderen bekannten Viren auf, so dass sie in Zukunft wahrscheinlich in eigene neue Familien eingeordnet werden. Außerdem gibt es mit den Monocaudaviren Sulfolobus-Viren, die morphologisch den Bicaudaviridae ähneln, aber noch nicht offiziell bestätigt wurden.
Da die Archaeenviren durch ihre Wirte, die Archaeen, definiert sind und keine Verwandtschaftsgruppe darstellen, bezeichnet dieser Sammelbegriff auch kein gültiges Taxon.
Obwohl die Zahl der offiziell klassifizierten Archaeenviren noch relativ gering ist, werden sie aufgrund ihrer großen Vielfalt in eine ganze Reihe verschiedener (oft eigens für sie eingerichteter) Familien zugeordnet.
Die höchste Stufe in der Virustaxonomie ist Realm: Von allen einem bestimmten Realm zugeordneten Viren wird eine gemeinsame Abstammung angenommen, umgekehrt wird von den verschiedenen Realms eine unterschiedliche Entstehung angenommen.
Derzeit (Stand Anfang März 2023) sind viele Familien der Archaeenviren noch keinem Realm (oder sonst einem höheren Taxon) zugewiesen.
Im Folgenden wird die Taxonomie der verschiedenen Archaeenviren dargestellt (die Endung ‚-viria‘ kennzeichnet Realms, ‚-viricetes‘ Klassen, ‚-virales‘ Ordnungen und ‚-viridae‘ Familien):

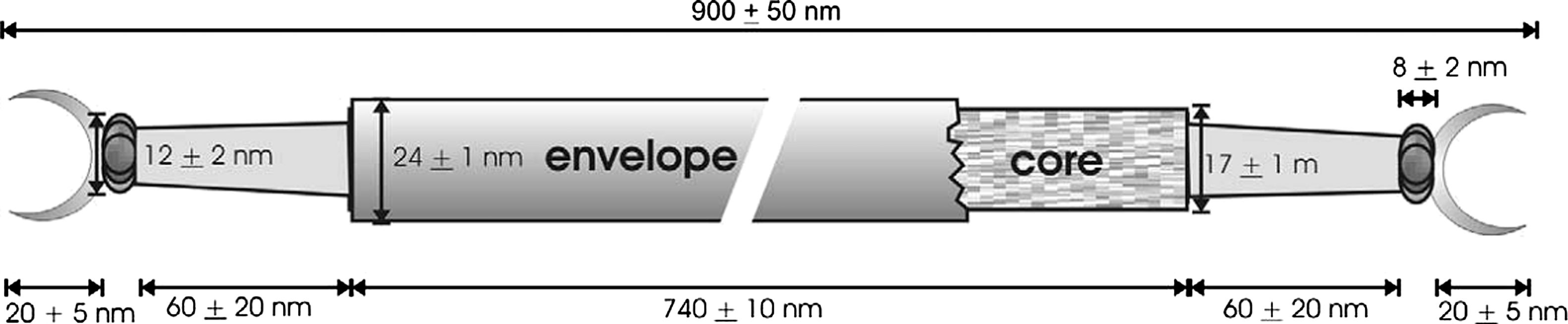
Schematisches Modell eines Virions von Acidianus filamentous virus 1 (AFV1, Ungulaviridae).

- Adnaviria – unter den Virusrealms ist dies das einzige, das ausschließlich Archaeenviren enthält
  - Zilligvirae
    - Taleaviricota
      - Tokiviricetes
        - Ligamenvirales
          - Chiyouviridae[A. 2]
          - Lipothrixviridae
          - Rudiviridae
          - Ungulaviridae

        - Maximonvirales[34]
          - Ahmunviridae

        - Primavirales
          - Tristromaviridae

- Duplodnaviria
  - Heunggongvirae
    - Uroviricota

Die drei Morphotypen von Virionen der Klasse Caudoviricetes. Von links nach rechts: Myoviren, Podoviren und Siphoviren.

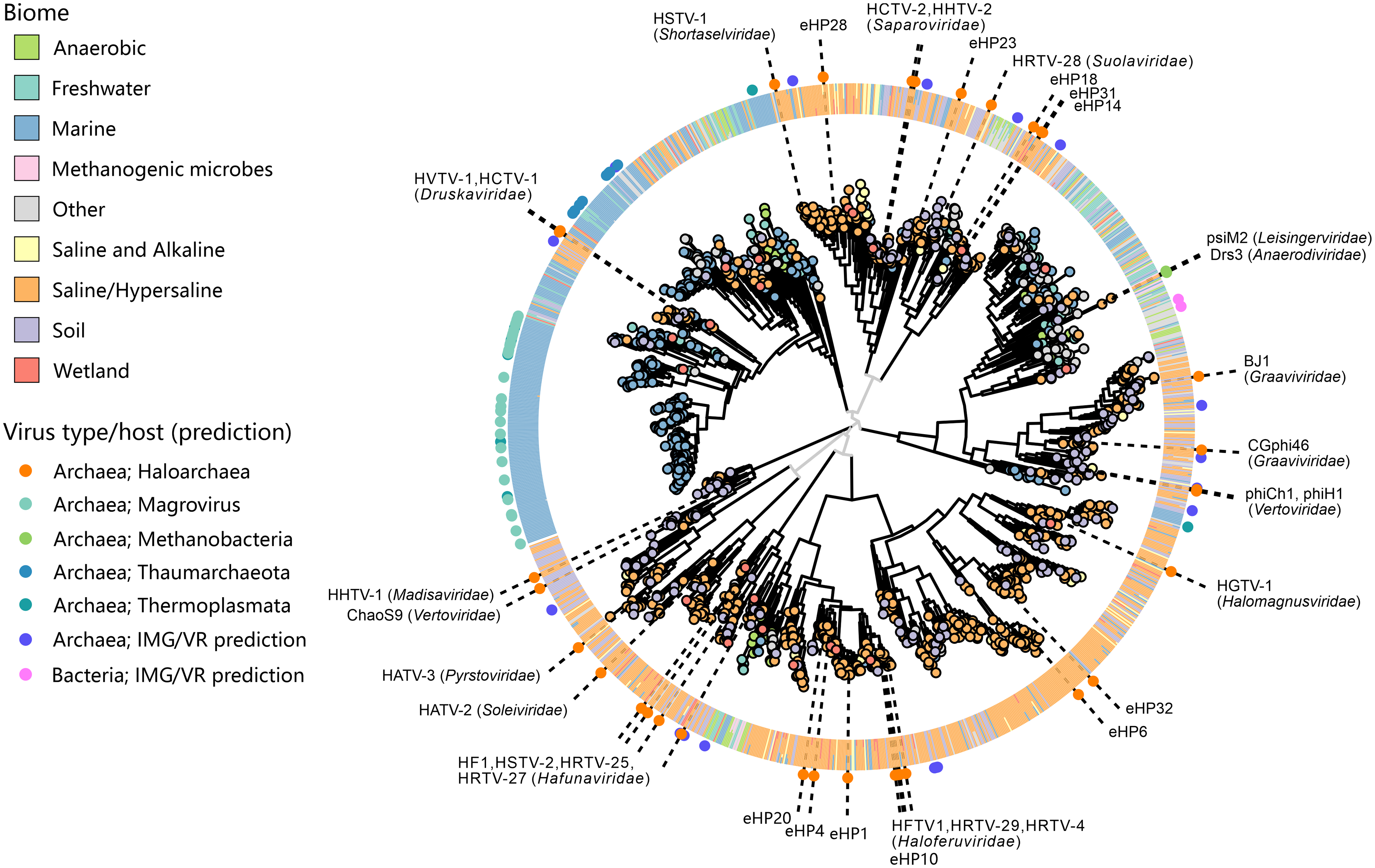
Phylogenetischer Baum der Archaeenviren der Klasse Caudoviricetes (arTVs) anhand des Hauptkapsidproteins (MCP).

      - Caudoviricetes – die Klasse enthält Viren mit Kopf-Schwanz-Aufbau (Myoviren, Siphoviren & Podoviren), zu denen auch Bakterienviren (Bakteriophagen) gehören.[A. 3] Hier die Archaeenviren dieser Klasse (englisch archaeal tailed viruses, arTVs).[36][35]
        - Adrikavirales[A. 4]
        - Juravirales (Morphotyp: Siphoviren; Mathaviren der Klasse Caudoviricetes)
        - Kirjokansivirales (Morphotyp: Podo- und Siphoviren)
        - Magrovirales (Morphotyp: Siphoviren; Magroviren der Klasse Caudoviricetes)
        - Methanobavirales (Morphotyp: Siphoviren)
        - Nakonvirales[34]
        - Thumleimavirales (Morphotyp: Myo- und Siphoviren)
        - ohne Ordnungszuweisung
          - Clermontviridae[A. 5]
          - Fervensviridae (Morphotyp: Siphoviren)
          - Fuxiviridae[A. 6]
          - Kunpengviridae[A. 7]
          - Lutetiaviridae[A. 8]
          - Madisaviridae (Morphotyp: Siphoviren)

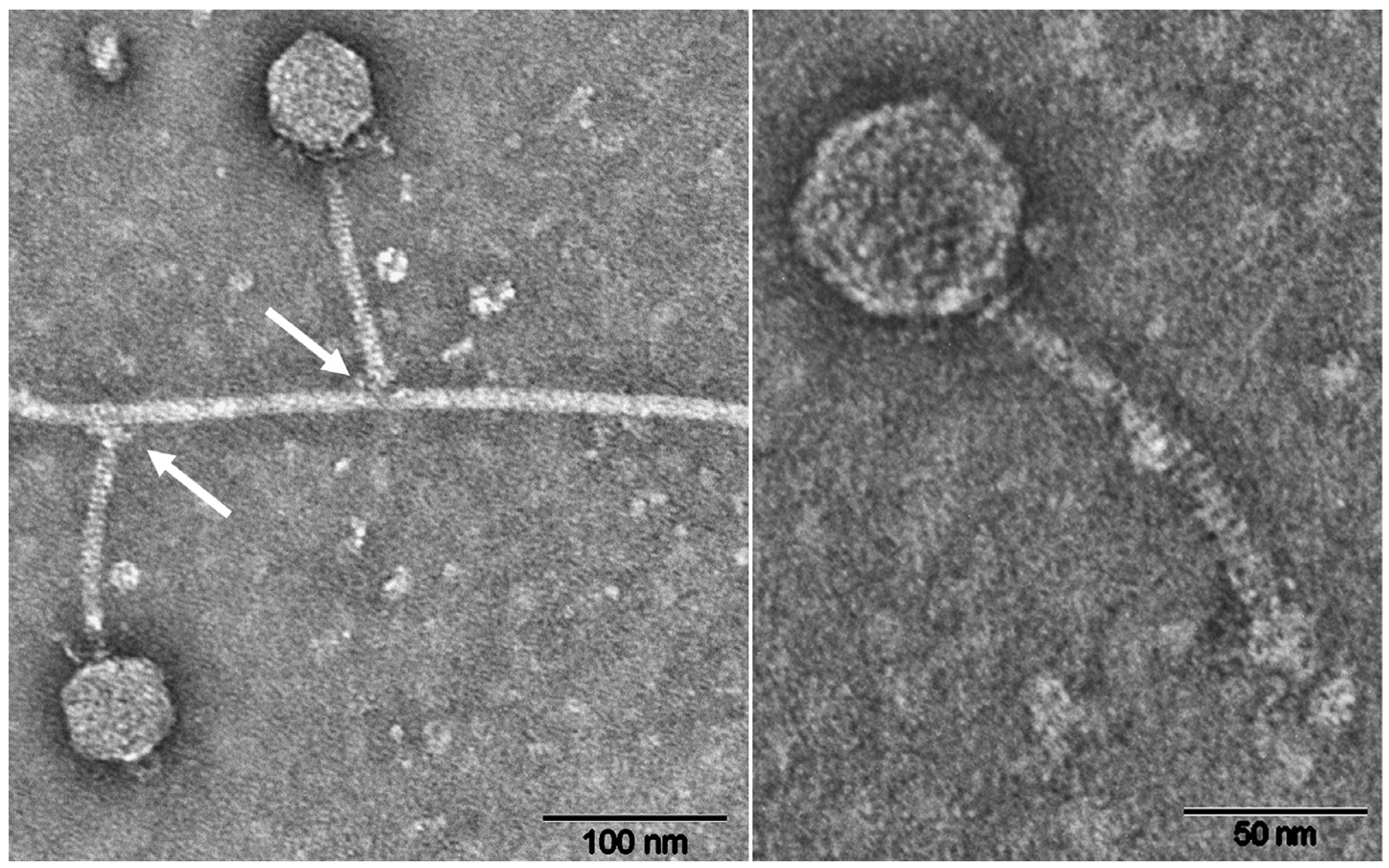
TEM-Aufnahme des Siphovirus Blf4 (Pungoviridae), links zwei Virionen an einen Zellfortsatz (Geißel?) angeheftet, rechts ein freies Virusteilchen

          - TEM-Aufnahme des Siphovirus Blf4 (Pungoviridae), links zwei Virionen an einen Zellfortsatz (Geißel?) angeheftet, rechts ein freies Virusteilchen[43][44]Pungoviridae (Morphotyp: Siphoviren)
          - Saparoviridae (Morphotyp: Siphoviren)
          - Speroviridae (Morphotyp: Siphoviren)
          - Suolaviridae (Morphotyp: Siphoviren)
          - Verdandiviridae (Morphotyp: Siphoviren)
          - Vertoviridae (Morphotyp: Myoviren[A. 9])
          - „Suviridae“ (Morphotyp: Siphoviren, Vorschlag)

- Monodnaviria
  - Trapavirae
    - Calorviricota (infizieren thermophile Archaeen)
      - Caminiviricetes
        - Ageovirales
          - Thalassapleoviridae (Viren der Archaeoglobaceae)

    - Saleviricota (infizieren halophile Archaeen)
      - Huolimaviricetes
        - Haloruvirales
          - Pleolipoviridae

- Singelaviria
  - Helvetiavirae
    - Dividoviricota
      - Laserviricetes
        - Halopanivirales
          - Simuloviridae
          - Sphaerolipoviridae[A. 10]

    - Vorschlag ohne nähere Zuordnung
      - „Huracanviridae“, Pescadero-Becken[A. 11]

- Varidnaviria
  - Abadenavirae
    - Produgelaviricota
      - Belvinaviricetes
        - Atroposvirales – Asgardviren, d. h. Viren der Asgard-Archaeen[45]
          - Skuldviridae

        - Belfryvirales
          - Turriviridae – Sulfolobus-Viren

        - Coyopavirales[34]
          - Chaacviridae
          - „Ixchelviridae“, Pescadero-Becken[A. 11]

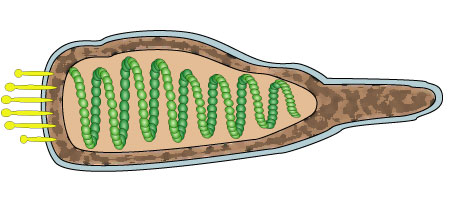
Querschnittszeichnung eines flsachenförmigen Virions der Gattung Bottigliavirus (Ampullaviridae).

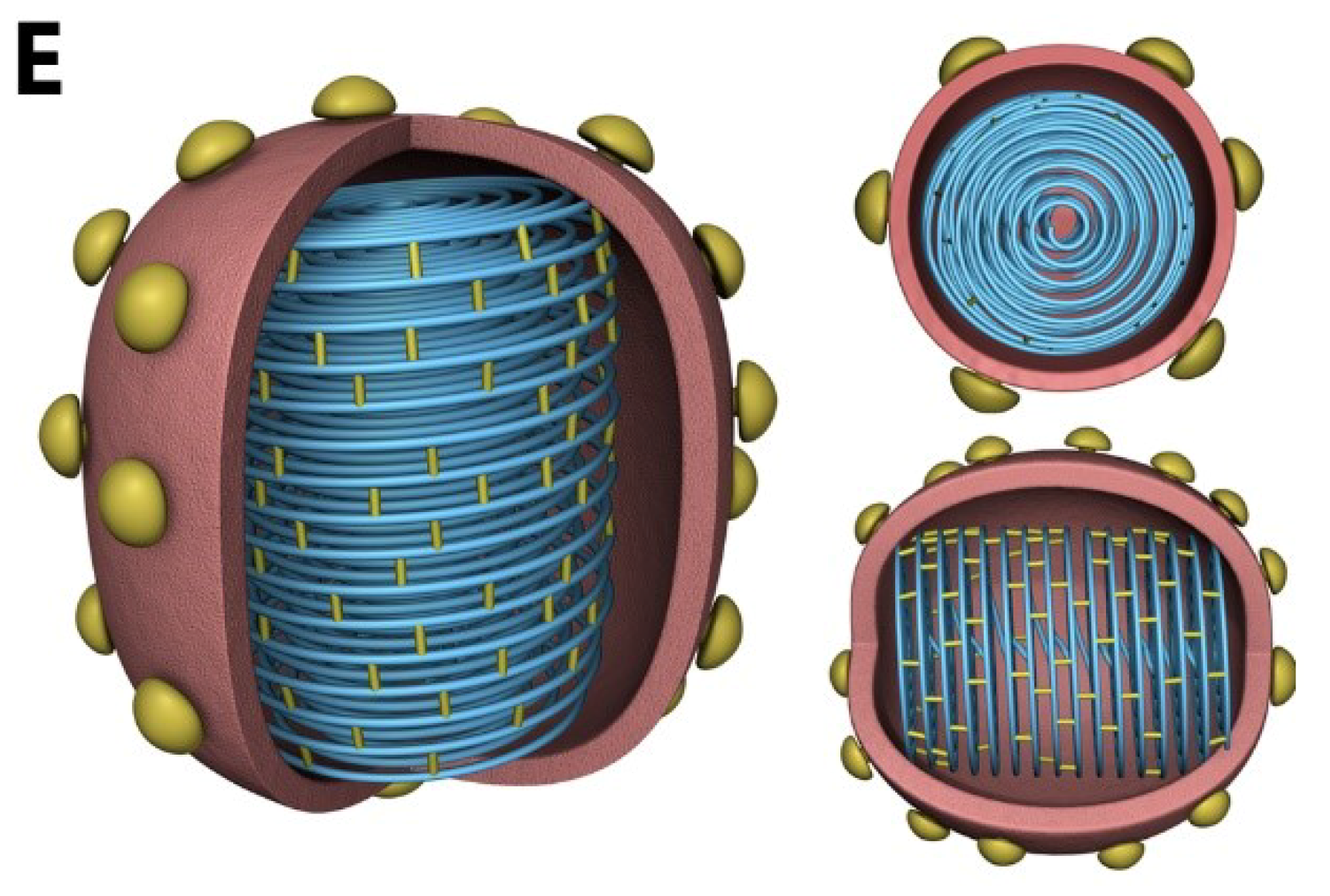
3D-Modell der Virionen von Sulfolobus ellipsoid virus 1 (SEV1, Ovaliviridae).

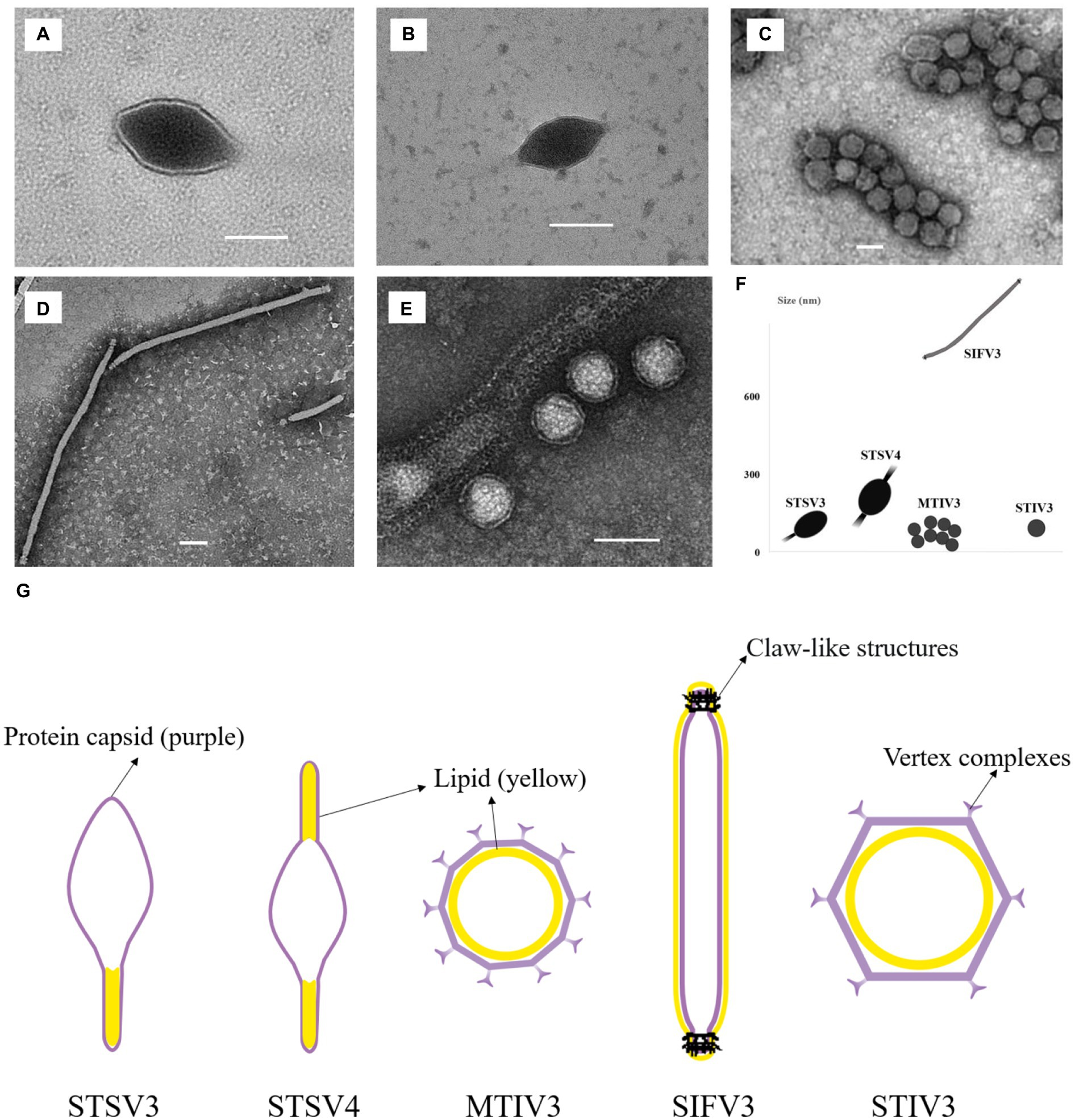
DNA-Viren der Archaeen-Familie Sulfolobaceae

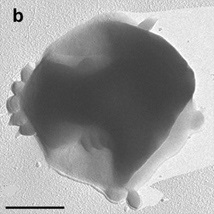
Zelle von Acidianus convivator (Sulfolobaceae) mit ausknospenden Virionen von Acidianus two-tailed virus (ATV, Bicaudaviridae).

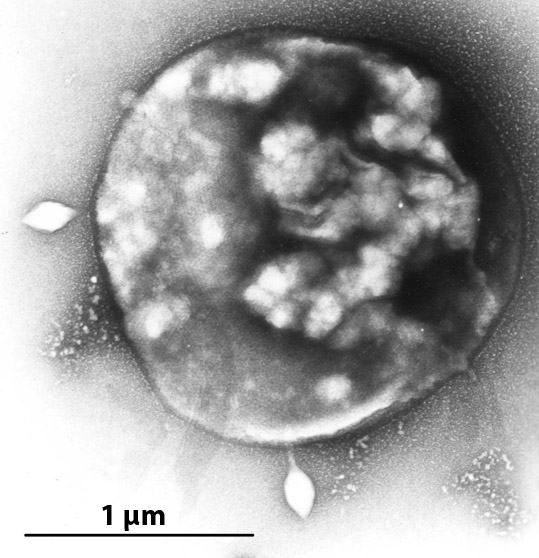
Eine Zelle der Archaeen-Gattung Sulfolobus, infiziert mit STSV-1. Zwei spindelförmige Virionen sind in der Nähe der Zelloberfläche sichtbar.

- DNA-Viren der Archaeen ohne Zuweisung zu einem Realm (oder sonst einem höheren Taxon)
  - Familien:[49]

- Ampullaviridae
- Bicaudaviridae
- Clavaviridae
- Eurekaviridae
- Fuselloviridae
- Globuloviridae
- Guttaviridae
- Halspiviridae
- Huangdiviridae
- Itzamnaviridae
- Nipumfusiviridae
- Ovaliviridae
- Portogloboviridae
- Spiraviridae
- Thaspiviridae

- DNA-Viren der Archaeen ohne Familienzuweisung (Auswahl):
  - „Sulfolobus tengchongensis spindle-shaped virus 3“ (STSV3) – spindelförmig, zweiseitig mit Schwanz, Fundort: Heiße Quellen bei Tengchong, China
  - „Sulfolobus tengchongensis spindle-shaped virus 4“ (STSV4) – spindelförmig, einseitig mit Schwanz, Fundort: Heiße Quellen bei Tengchong, China
  - „Metallosphaera turreted icosahedral virus“ (MTIV1 und MTIV2) – Fundort: Heiße Quellen im Yellowstone-Nationalpark
  - „Metallosphaera turreted icosahedral virus 3“ (MTIV3) – sphärisch, mit Vertex-Strkturen („Türmchen“), Fundort: Heiße Quellen bei Tengchong, China
  - „Saccharolobus shibatae rod virus 2“ (SSRV2), früher „Sulfolobus islandicus filamentous virus 3“ (SIFV3) – filamentös/stäbchenförmig, Fundort: Heiße Quellen bei Tengchong, China
  - „Sulfolobus polyhedral virus 3“ (SPV3), alias „Sulfolobus turreted icosahedral virus 3“ (STIV3) – ikosaedrisch mit Türmchen (vgl. Turriviridae), Fundort: Heiße Quellen bei Tengchong, China.
  - „Los Azufres archaeal virus 1“, Fundort: Geothermalfeld Los Azufres, Mexiko
  - „Sulfolobales virus YNP1“
  - „Sulfolobales virus YNP2“

- RNA-Viren der Archaeen ohne Zuweisung zu einem zu einem Realm (oder sonst einem höheren Taxon):
  - „Yellowstone hot spring archaeal RNA virus“ mit ca. drei Vertretern: Contig00002 und Contig00228 (B. Bolduc et al., 2012),[62][63][64] sowie Contig1 bis Contig9 (H. Wang et al., 2015)[65][66] – Wirt(e): Archaeen der Ordnung Sulfolobales (Euryarchaeota), Fundort: sauer-heiße Quellen NL10,[A. 16] NL17 und NL18 am Nymph Lake im Yellowstone-Nationalpark, Genom: ssRNA positiver Polarität, d. h. ss(+)RNA: Baltimore-Gruppe IV.[62][65]
    - Spezies: Viren Contig1 und Contig00002 (GenBank Zugriffsnummern AB979436 bzw. JQ756122)
    - Spezies: Virus Contig3 (Zugriffsnr. AB979438)
    - Spezies: Viren Contig4 und Contig00228 (Zugriffsnr. AB979439 bzw. JQ756123)

## Genom und Proteom

### Genomaufbau
Alle bislang (Stand 2018) isolierten Archaeenviren haben ein DNA-Genom. Mit den Methoden der Metagenomik wurden aber auch mutmaßliche Archaeenviren mit RNA-Genom entdeckt. Jedoch wurden bisher weder die Wirte dieser Viren identifiziert, noch wurden diese Viren isoliert.
Die überwiegende Mehrheit der Archaeenviren hat ein Genom aus doppelsträngiger DNA (dsDNA); die Pleolipoviridae und Spiraviridae sind die einzigen bekannten Archaeenvirusfamilien, bei denen ein Genom aus einzelsträngiger DNA (ssDNA) vorkommt – unter den Pleolipoviren können die Viren der Gattung Alphapleolipovirus entweder dsDNA- oder ssDNA-Genome haben. Diese Viren haben eine Flexibilität darin, welche Struktur in reife Viruspartikel eingebaut werden kann.
Die genetische Verwandtschaft zwischen diesen Viren kann jedoch anhand von Genhomologie und Syntenie nachgewiesen werden, was die Zuordnung zu einer gemeinsamen Gattung rechtfertigt.
Die Größe der Genome von Archaeenviren sind sehr unterschiedlich und reichen von 5,3 kbp (Kilobasenpaare) bei Aeropyrum pernix bacilliform virus 1 (APBV1, Gattung Clavavirus) bis zu 143,8 kbp bei Halogranum tailed virus 1 (synonym Halovirus HGTV-1, Thumleimavirales: Caudoviren mit Myoviren-Morphotyp). In den archaeenspezfischen Virusgruppen sind die Genome in der Regel kleiner als bei anderen Gruppen wie etwa den Caudoviren.
APBV1 ist überhaupt eines der kleinsten bekannten dsDNA-Viren.
Das Aeropyrum coil-shaped virus (ACV, Spiraviridae) hat mit ca. 35 kb (Kilobasen) das größte bekannte Genom eines ssDNA-Virus.
Einige Archaeenviren, namentlich die Viren des Realms Adnaviria, verpacken ihre DNA in der A-Form als Ergebnis einer Interaktion zwischen dem MCP und Vorstufen der Genom-DNA in der B-Form („prägenomische DNA“).

### Gene und Proteine
Von den Archaeenviren werden nur wenige Proteine kodiert, die eine Beziehung zu anderweitig bekannten Proteinen haben, das gilt insbesondere für Viren der hitzeliebenden Thermoproteota.
Beispielsweise sind bei den Vertretern der Ampullaviridae, Globuloviridae, Spiraviridae, Portogloboviridae und Tristromaviridae weniger als 10 % der kodierten Proteine homolog zu Proteinen, die in anderen Viren oder in zellulären Organismen vorkommen.
Insgesamt sind die Funktionen von etwa 85 % der Archaeenvirengene noch unbekannt (Stand 2018).
Archaeenviren stellen daher eine große Quelle unbekannter Genen dar, die es noch zu erforschen gilt. Es ist gilt als wahrscheinlich, dass viele dieser Gene dazu dienen, Abwehrreaktionen des Wirts zu überwinden, andere Viren zu übertreffen oder sich an Veränderungen in der extremen geochemischen Umgebung ihrer Wirte anzupassen.
Fuselloviren und Pleolipoviren werden häufig als Provirus in das Genom ihrer Wirte integriert, was leicht den falschen Eindruck erwecken kann, dass diese Gene für viele zelluläre Proteine kodieren.
Bei den meisten Archaeenvirusfamilien ist jedoch die Minderheit der Proteine mit Homologie zu Archaeengenen von besonderer Bedeutung.
Archaeenviren scheinen auch etliche Gene mit egoistischen Replikons nicht-viralen Ursprungs (englisch non-viral selfish replicons) wie Plasmiden und Transposons zu teilen.

## Replikationszyklus

### Infektion der Wirtszelle

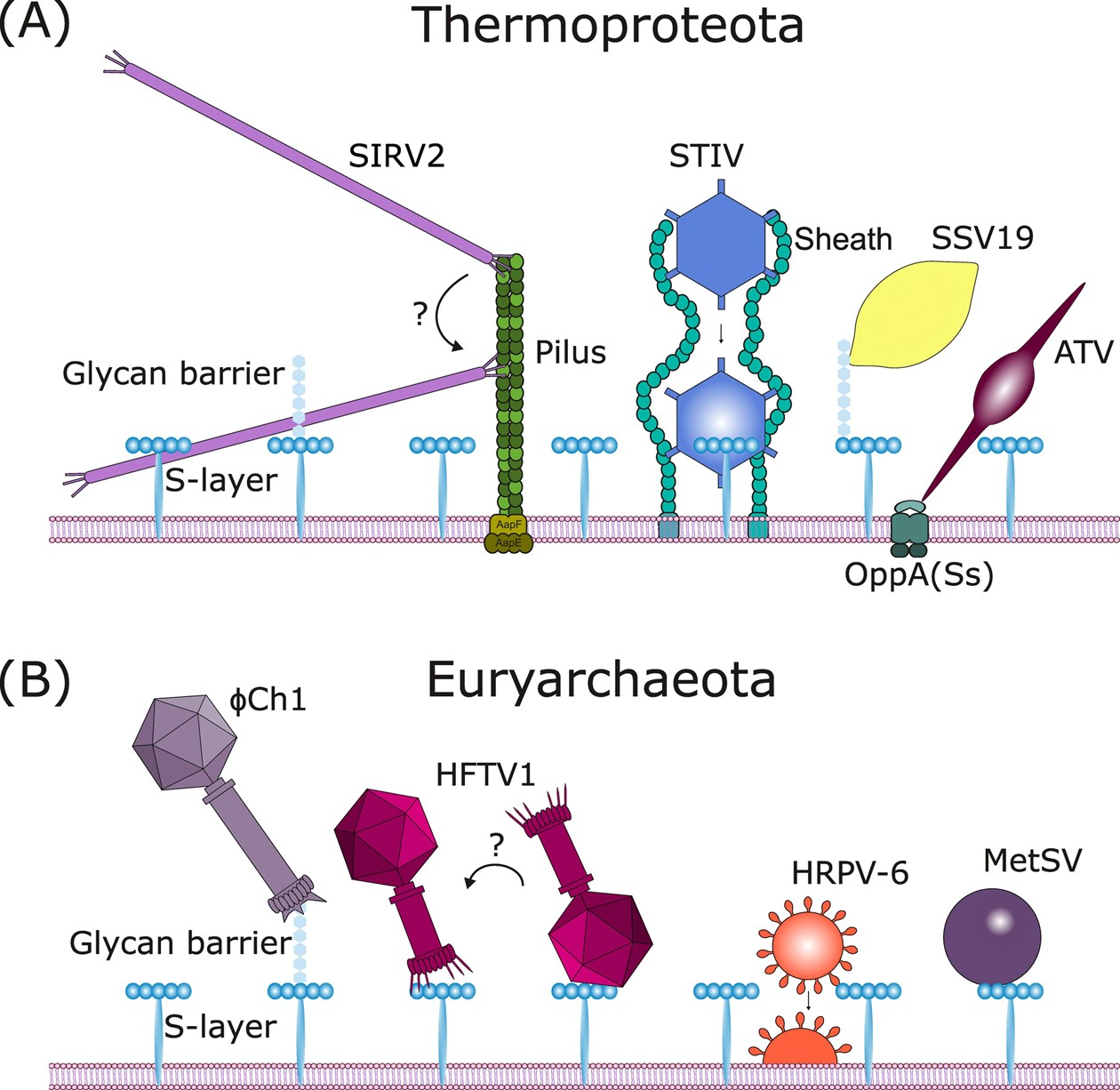
Archaeenviren: Verschiedene Formen des Eintritts in die Wirtszelle

Viele Aspekte des Replikationszyklus von Archaeenviren sind unbekannt, die bekannten wurden hauptsächlich aus den wenigen auch von anderen Viren bekannten Genen abgeleitet.
Es wurden zwar keine spezifischen zellulären Rezeptoren, an die Archaeenviren auf der Zelloberfläche binden könnten, identifiziert.
Viele Archaeenviren sind aber in der Lage, an extrazelluläre Strukturen wie Pili zu binden; Beispiele sind Sulfolobus turreted icosahedral virus (STIV, Turriviridae) und Acidianus filamentous virus 1 (AFV1, Lipothrixviridae), die über klauenähnliche Strukturen auf dem Virion an Pili binden.
Sulfolobus islandicus rod-shaped virus 2 (SIRV2, Rudiviridae) heftet sich an die Pili und bewegt sich dann entlang der Pili in Richtung Zelle.
Caudoviren heften sich wie für diese typisch mit ihrem Schwanz an die Oberfläche der Zellen.
Pleolipoviren und Halopaniviren besitzen Spike-Proteine, die an die Oberfläche der Wirtszellen binden.
Es ist meist wenig darüber bekannt, wie die DNA von den Archaeenviren in die Wirtszelle gelangt.
Eine Ausnahme sind Caudoviren, die ihre DNA durch ihren hohlen Schwanz injizieren.
Beim Haloarcula-Virus HCIV1 (Halopanivirales: Sphaerolipoviridae) wurde beobachtet, dass es röhrenartige Strukturen zwischen dem Virion und der Zelloberfläche bildet, die möglicherweise dazu dienen, das virale Genom in die Zelle zu transportieren.

### Replikation
SIRV2 repliziert offenbar durch eine Kombination aus Strangversetzung (englisch strand-displacement), Rolling Circle und
stranggekoppelter Replikation (engl. strand-coupled replication).
Bei diesem Prozess entsteht ein stark verzweigtes, „bürstenartiges“ Zwischenmolekül, das viele Kopien des Genoms enthält.
Aus den Concatemeren des Moleküls werden dann Genome in Einheitslänge abgearbeitet.
Es wird angenommen, dass AFV1 die Replikation durch die Bildung einer D-Loop einleitet und dann eine Synthese durch Strangverdrängung durchführt. Die Replikation wird dann beendet, indem auf Rekombinationsereignisse durch die terminaler schleifenartiger Strukturen gesetzt wird.
Pleolipoviren mit zirkulären Genomen replizieren durch Rolling-Circle-Replikation, solche mit linearen Genomen durch Replikation mit Protein-Primer (engl. protein-primed replication).
Insgesamt folgen Archaeenviren dem allgemeinen Trend, der bei dsDNA-Viren zu beobachten ist: Je größer das Genom, umso autarker ist die Replikation.
Insbesondere Caudoviren scheinen kaum auf die Replikationsmaschinerie des Wirts angewiesen zu sein, sondern bringen das dafür nötige Werkzeug selbst mit.

### Assemblierung und Freisetzung
Einige Archaeenviren scheinen ein Homolog der „endosomalen Sortierkomplexe für den Transport“ (endosomal sorting complexes required for transport, ESCRT) zu benutzen.
Sulfolobus turreted icosahedral virus 1 (STIV1) und Sulfolobus islandicus rod-shaped virus 2 (SIRV2) verlassen Zellen über pyramidenförmige Strukturen, die auf der Oberfläche infizierter Zellen gebildet werden und sich wie Blütenblätter öffnen.
Dadurch wird die Zelle zerstört (Lyse), wobei eine leere Kugel zurückbleibt mit Löchern, dort wo sich die Pyramiden befunden haben.
Pleolipoviren werden wahrscheinlich durch Vesikelbildung und Knospung aus den Zellen freigesetzt, wobei Lipide aus der Wirtszellmembran rekrutiert werden, um als Virushülle zu dienen.
Halopaniviren werden durch Lyse freigesetzt oder durch unorganisierte Freisetzung, die schließlich ebenfalls zur Lyse führt.
Infektionen mit Archaeenviren können virulent, temperent (lysogen) oder persistent (persistierend) sein. Virulente Viren vermehren sich, indem sie nach der Infektion Nachkommen in der Wirtszelle produzieren und schließlich den Zelltod (Lyse) verursachen. Temperente Viren können mit ihren Wirten einen stabilen lysogenen Zyklus bilden und sind in der Lage, zu einem späteren Zeitpunkt Nachkommen zu produzieren. Infektionen können auch persistent sein, wobei kontinuierlich und mit einer geringen Rate Virus-Nachkommen produziert werden, ohne eine Zelllyse in einem Wirtszustand zu verursachen. Die meisten bekannten Archaeenviren verursachen eine persistente Infektion, was bei Haloviren üblich ist und bei hyperthermophilen Archaeenviren dominiert. Nur von wenigen Archaeenviren ist ein virulenter oder lytischer Lebenszyklus bekannt.
Einige Archaeenviren kodieren für eine Integrase, die die Integration ihrer DNA in die DNA ihrer Wirte ermöglicht, wodurch ein temperenter oder lysogener Zyklus entsteht. Durch Stressfaktoren kann dieser Zustand in eine virale Replikation mit Zelllyse übergeführt werden.
Die hohe Prävalenz chronischer Virusinfektionen bei Archaeen kann als ein Resultat des Wettbewerbs zwischen den Viren verstanden werden, wenn dadurch verhindert wird, dass ein Archaeon von anderen, potenziell tödlichen Viren infiziert wird.

## Phylogenese
Archaeenviren kommen auf eine von zwei möglichen Weisen entstanden sein:
entweder haben sie einen sehr alten Ursprung, der dem letzten gemeinsamen Vorfahren der Archaeen (Last archaeal Common Ancestor, LACA) vorausging,
oder einen jüngeren Ursprung in einem nicht-viralen mobilen genetischen Element (MGE).
„Alte“ Archaeenviren lassen sich in zwei Gruppen klassifizieren: Die erste Gruppe enthält auch bakterielle Caudoviren und eukaryotische Herpesviren im Realm Duplodnaviria, die andere Gruppe enthält bakterielle und eukaryotische Viren im Realm Varidnaviria. Beide Realms liegen wahrscheinlich zeitlich vor dem LACA.
Die ausschließlich aus Archaeenviren bestehende Verwandtschaftsgruppen ohne bisherige Zuordnung zu einem Realm sind weitgehend von allen anderen Viren verschieden, was auf einen unabhängigen Ursprung dieser Viren und einen geringen horizontalen Gentransfer mit anderen Viren schließen lässt. Die Frage, inwieweit sie eine gemeinsame Entstehungsgeschichte haben, wird aber immer noch diskutiert (Stand 2022):
Im Jahr 2022 wurde eine Idee aus dem Jahr 2014 aufgegriffen und aktualisiert, wonach sich die Spindelviren aus mit den Clavavaviridae verwandten fadenförmigen Viren entwickelt haben, um ein größeres Genom aufzunehmen, der gleiche Weg wurde auch für andere ungewöhnliche Archaeenviren vorgeschlagen.
Die Verwandtschaft zwischen Halspiviridae und Thaspiviridae ist offenbar noch enger, da sie nicht nur diese Morphologie teilen, sondern auch lineare Genome und eine homologe DNA-Polymerase. Ihre Genome sind mit Capson-Transposons verwandt.
Im Gegensatz dazu stehen Spindelviren der Familie der Fuselloviridae und Bicaudaviridae, deren Genome zirkulär und plasmid-verwandt sind.
Allerdings fehlen diesen Virusgruppen gemeinsame charakteristische Gene (Hallmark-Gene), die an der Kernfunktionen der Replikation und an morphogenetischen Funktionen beteiligt sind, wie etwa ein gemeinsames Hauptkapsidprotein. Dies gilt als ein weiterer Hinweis darauf, dass diese Virusgruppen keine gemeinsame Abstammung haben.
Mindestens zwei dieser archaea-spezifischen Virusgruppen könnten zur Zeit des LACA bereits vorhanden gewesen sein: die spindelförmigen Viren und der Realm Adnaviria. Es ist auch möglich, dass einige archaea-spezifische Virusgruppen dem LACA vorausgingen, aber den anderen beiden zellulären Domänen verloren gingen.
Trotz der geringen Verwandtschaft zwischen den archaea-spezifischen Virusgruppen zeigen viele eine genetische Verwandtschaft mit nicht-viralen mobilen genetischen Elementen (MGEs), insbesondere Plasmiden, mit denen sie verschiedene Gene teilen.
Dies deutet darauf hin, dass viele dieser Archaeenviren von MGEs abstammen, indem sie Gene für die Bildung von Virionen erwarben.
Insbesondere können Archaeen gleichzeitig Plasmide und Viren beherbergen, was einen häufigen genetischen Austausch ermöglicht.
In einigen Fällen verschwimmen die Grenzen zwischen Archaeenviren und Archaeenplasmiden. So wird beispielsweise ein Plasmid eines antarktischen Archaeons zwischen Zellen in einem Vesikel übertragen, das in die Lipidmembran eingebettete plasmidkodierte Proteine enthält. Daher erinnert dieses Plasmid morphologisch stark an Pleolipoviren. Die Sulfolobus-Plasmide pSSVi und pSSVx sind nicht nur mit den Fuselloviren verwandt, sondern fungieren auch als deren Satelliten und können bei Koinfektion mit den Fuselloviren SSV1 oder SSV2 in spindelförmige Partikel eingekapselt werden, wodurch sie sich virusähnlich verbreiten können.

## Evolution
Viele ungewöhnliche Merkmale von Viren hyperthermophiler Archaeen sind wahrscheinlich Anpassungen, die für die Replikation in ihren Wirten und für die Stabilität unter den extremen Umweltbedingungen dieser Wirte erforderlich sind.
Außerdem treten genetische Mutationen bei Archaeenviren mit einer höheren Rate auf als bei bakteriellen DNA-Viren und sind in kodierenden Regionen sogar noch häufiger als in nicht kodierenden Regionen, was vermutlich zur phänotypischen Vielfalt der Archaeenviren beiträgt. Die A-Form der Genome von Viren im Realm Adnaviria ist wahrscheinlich ein Mechanismus zum Schutz der DNA vor rauen Umweltbedingungen, da A-DNA in verschiedenen biologischen Einheiten in extremen Umgebungen vorkommt. In ähnlicher Weise ist das Genom von Aeropyrum pernix bacilliform virus 1 (APBV1, Clavaviridae) in eine enge, linkshändige Superhelix mit seinen Hauptkapsidproteinen verpackt – was auf eine Anpassung hinweist, damit die DNA bei hohen Temperaturen bestehen bleibt.

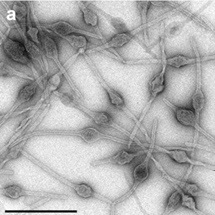
EM-Aufnahme: Virionen von Acidianus two-tailed virus (ATV, Bicaudaviridae) in einer infizierten Zellkultur.

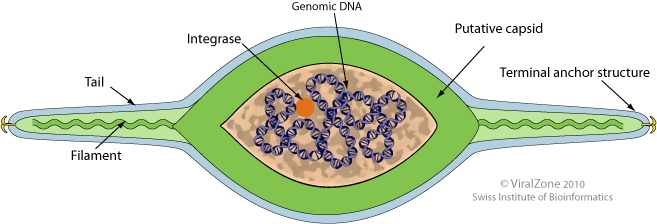
Querschnittszeichnung eines Virions der Gattung Bicaudavirus

Die von Archaeen bewohnten Umgebungen (Habitate) mit hohen Temperaturen und niedrigem pH-Wert (sauer) weisen eine geringe Zelldichte (Titer) auf, zudem ist die Halbwertszeit von Archaeenviren bei diesen hohen Temperaturen oft kurz und beträgt weniger als eine Stunde. Aufgrund dieses Selektionsdrucks haben einige Archaeenviren Mechanismen entwickelt, um diese Herausforderungen zu meistern. Das Acidianus two-tailed virus (ATV, Bicaudaviridae), macht nach Verlassen der Wirtszelle eine Konformationsänderung in der Virionstruktur durch: Die zentrale Spindelform des Virions schrumpft in der Breite und zwei „Schwänze“ wachsen auf gegenüberliegenden Seiten nach außen. Diese Veränderung tritt in Abwesenheit einer Wirtszelle, einer Energiequelle oder externer Cofaktoren auf. Man vermutet, dass es dem Virus auf diese Weise leichter möglich ist, eine neue Wirtszelle anzutreffen, indem es so das von ihm durchquerte Gebiet vergrößert (vgl. Wirkungsquerschnitt).
Fast alle kultivierten thermophilen Archaeenviren sind in der Lage, eine chronische oder persistente Infektion zu verursachen, nur ein kleiner Teil ist ausschließlich virulent (lytisch).
Halophile Archaeenviren sind dagegen in der Regel lytisch, können aber auch lysogen sein.
Dies deutet darauf hin, dass ein lysogener Replikationszyklus für Archaeenviren eine Anpassung an eine raue Umgebung außerhalb ihrer Wirte sein könnte.
Eine Kombination aus horizontaler Übertragung (durch Virionen) und vertikaler Übertragung durch Lysogenie („Vererbung“ auf die Nachkommen des Wirts) könnte von Vorteil sein, wenn die Virionen in den rauen Umgebungen mit vergleichsweise hoher Wahrscheinlichkeit keinen neuen Wirt finden.
Aufgrund der oben erwähnten geringen Zelldichte und der schnellen Halbwertszeit ist es daher wahrscheinlicher, dass sich diese Viren über einen chronischen oder lysogenen Lebenszyklus replizieren.
Genomsequenzen, die als Virus and Plasmid Related Elements (ViPREs, deutsch „virus- und plasmidbezogene Elemente“) bezeichnet werden, enthalten Viren und andere mobile genetische Elemente (MGE) wie Plasmide, die sich in das Wirtsgenom integrieren und dort Gengruppen bilden.
Diese können bei Doppelinfektion per Rekombination zwischen Viren übertragen werden, so dass auf diese Weise neue Viren geschaffen werden (Reassortierung).
Viren der Haloarchaea haben ganz unterschiedliche genomische Merkmale und Replikationsmethoden, weshalb sie taxonomisch zum Teil den Halopanivirales (Varidnaviria) und zum Teil den Pleolipoviridae (Monodnaviria) zugeordnet werden.
Der oben genannte Mechanismus wurde als Erklärung dafür vorgeschlagen, dass Vertreter dieser verschiedenen Gruppen dieselben strukturellen Kernproteine haben können.
Es gibt auch Hinweise darauf, dass ViPREs an der Rekombination sowohl zwischen Viren als auch zwischen ihren Wirten beteiligt sind.
Dies ermöglicht eine umfangreiche Gen-Rekombination zwischen Viren, Plasmiden und Archaeen, wodurch mobile Gruppen von Genen aus ganz verschiedenen Quellen entstehen, was zu einer schnellen Evolution von Haloarchaeen-Viren und ihrer Wirte beitragen könnte.

### Koevolution mit den Wirten
Es wurde auch über einige Fälle von Koevolution von Archaeen und ihren Viren berichtet. In methanogenen Archaeen der Ordnung Methanococcales hat der zelluläre Minichromosome-Maintenance-Proteinkomplex (minichromosome maintenance protein complex, MCM) offenbar eine beschleunigte Evolution in drei Schritten durchlaufen:
1. Erwerb eines Vorläufers MCM-Gens durch ein Virus
2. beschleunigte Evolution als virales Gen
3. Reintegration in die Wirtsarchaeen und Ersetzung des ursprünglichen MCM-Gens.

In anderen Fällen scheinen von Archaeenviren kodierte Replikationsproteine eine gemeinsame Abstammung mit ihren Gegenstücken der Wirtsarchaeen zu haben (Homologie). Die genauen Mechanismen dafür sind bislang noch nicht erforscht (Stand 2018).
Auch die Polymerase PolB3 (Polymerase-Familie B) der halophilen und der methanogenen Archaeen
(Halobacteriales respektive Methanomicrobia, beides Euryarchaeota)
scheint von Archaeenviren der Klasse Caudoviricetes (früher als Ordnung Caudovirales bezeichnet, jetzt innerhalb der Klasse in den Ordnungen Kirjokansivirales respektive Methanobavirales) rekrutiert worden zu sein.

## Ökologie
Das Ausmaß, in dem Archaeenviren ihre Wirte beeinflussen, ist weitgehend unbekannt.
Man geht davon aus, dass sie in der Tiefe der Ozeane und im terrestrischen Untergrund eine größere Rolle spielen, insbesondere auch weil dort das Verhältnis von Viren zu Prokaryoten und die Menge an virusbezogenen DNA-Sequenzen in Metagenomen größer ist als im Durchschnitt.
Es gibt Hinweise auf eine hohe virenbedingte Mortalität, vor allem von Nitrososphaerota (syn. Thaumarchaeota) in Tiefsee-Ökosystemen, was weltweit zu einer jährlichen Freisetzung von etwa 0,3–0,5 Gt (Gigatonnen) Kohlenstoff führt.
Durch das Absterben dieser Archaeen wird ihr Zellinhalt freigesetzt, wodurch die Mineralisierung organischer Stoffe und die Atmung nicht infizierter Heterotropher gefördert werden.
Dies wiederum stimuliert Prozesse der Stickstoffregeneration, die 30–60 % des biologisch erzeugten Ammoniaks liefern, was wiederum zur Aufrechterhaltung der chemoautotrophen Kohlenstoffproduktion von Archaeen in Tiefseesedimenten benötigt wird.
Archaeen und Bakterien bewohnen Tiefseesedimente in etwa gleicher Anzahl, aber die virusvermittelte Lyse von Archaeen tritt in größerem Umfang auf als bei Bakterien.
Archaeenviren sind daher vermutlich eine wichtige Triebkraft des biogeochemischen Kreislaufs in den Ozeanen.
Alle Viren der Halobacteria (syn. Haloarchaeen) vertragen offenbar einen größeren Salzgehalt als ihre Wirte, was ein evolutionärer Vorteil für die Viren sein könnte.
Bei einigen, wie Tredecimvirus HVTV1 (HVTV-1) und Mincapvirus HSTV2 (HSTV-2), beide Haloviren der Ordnung Thumleimavirales, ist die Infektiosität salzabhängig, d. h. ein niedriger Salzgehalt kann zu einer (reversiblen) Inaktivierung der Virionen führen.
Bei anderen Haloarchaeen-Viren, wie Myohalovirus phiCh1 (Vertoviridae), steigt die Viruskonzentration bei niedrigem Salzgehalt, wenn die Wirtspopulationen gering sind.
Die Haloarchaeenviren Salterprovirus His1 (Halspiviridae) und „Halobacterium virus S5100“ (Vorschlag, Myoviren, infiziert Halobacterium salinarum ATCC 29341 syn. H. cutirubrum) verursachen anhaltende Infektionen, wenn der Salzgehalt über dem optimalen Wert für ihre Wirte liegt, und lysieren die Wirtszellen, wenn der Salzgehalt niedrig ist. Dies kann entweder eine virale Strategie sein, um die Wirtszellen zu verlassen, wenn sie gestresst sind und sowieso sterben könnten, oder die Viren erkennen einfach, wenn die Wirte für die virale Replikation ungeeignet sind.

## Wechselwirkungen mit dem Immunsystem der Wirte
Fast alle Archaeen verfügen über mehrere Immunabwehrsysteme. Insbesondere CRISPR-Cas ist nahezu allgegenwärtig, vor allem in hyperthermophilen Archaeen. Etwa 90 % der sequenzierten Archaeen besitzen mindestens einen CRISPR-Cas-Locus in ihrem Genom. Diese Loci enthalten eine Leitsequenz, abwechselnd kurze identische Sequenzen (Palindromische Sequenzen, englisch palindromic repeats, PR), und variable Regionen (Spacer), die in der Regel mit Sequenzen aus fremder DNA identisch sind. Die aus den CRISPRs per Transkription erzeugte CRISPR-RNA kann fremde genetische Elemente durch Basenkomplementarität mit einem Sequenzabschnitt (Zielsequenz) neutralisieren.
Die von CRISPR-Cas-Systemen verliehene Immunität gegen Viren wird als eine Form der vererbten Immunität (inherited immunity) an Tochterzellen weitergegeben.
Archaeenviren können – zumindest vorübergehend – das CRISPR-Cas-System der Wirtszellen durch Veränderungen in der Zielsequenz umgehen.
Außerdem tragen einige Archaeenviren selbst CRISPR-Arrays, die wahrscheinlich eine Koinfektion derselben Wirtszelle durch andere Viren verhindern (ein Ausschalten „unerwünschter“ Konkurrenz).
Archaeenviren kodieren auch viele Proteine, die bestimmte Phasen der Virus-Wirt-Interaktion modulieren (d. h. beeinflussen). Dazu gehören im Extremfall auch Proteine, die Wirtsabwehrmechanismen wie CRISPR-Cas komplett inaktivieren.

## Erforschung
Im Vergleich zu bakteriellen und eukaryotischen Viren ist über Archaeenviren noch nicht viel bekannt (Stand 2015).
Zu den Interessensgebieten der Archaeen-Virologen gehören ein besseres Verständnis der Diversität von Archaeenviren, der Einfluss von Archaeenviren auf die Ökologie und Evolution mikrobieller Gemeinschaften, die Interaktion von Archaeenviren mit ihren Wirten, die Funktionen der von Archaeenviren kodierten Gene, sowie die Morphologie und der Replikationszyklus von Archaeenviren.
Archaeen dominieren weltweit heiße Quellen mit hohen Temperaturen und niedrigem pH-Wert, wie z. B. im Yellowstone-Nationalpark, so dass Eukaryoten ganz fehlen und Bakterien nur einen geringen Prozentsatz der vorhandenen zellulären Biomasse ausmachen.
Darüber hinaus weisen diese Umgebungen in der Regel eine geringe Diversität auf, da typischerweise weniger als zehn Archaeenarten an einem bestimmten Ort vorkommen.
Diese vergleichsweise Einfachheit macht solche Umgebungen nützlich für die Untersuchung, wie Archaeenviren mit ihren Wirten in Abwesenheit anderer Mikroben interagieren, gerade in Hinsicht auf die sehr schwierige Kultivierbarkeit dieser Archaeen und damit ihrer Viren.
Viren mesophiler Archaeen sind daher relativ unerforscht, insbesondere im Vergleich zu bakteriellen Viren in diesen Umgebungen.

### Habitate
Die meisten beschriebenen Archaeenviren wurden aus extremen geothermischen und hypersalinen Umgebungen isoliert, in denen Archaeen dominieren.
Im Gegensatz dazu ist über Archaeenviren aus marinen Umgebungen, Böden und dem menschlichen Körper nicht viel bekannt.
Beim Menschen bewohnen Archaeen die Mundhöhle, die Haut und den Darm; sie machen etwa 10 % der anaeroben Gemeinschaft im menschlichen Darm aus.
Trotzdem werden keine Archaeen mit Krankheiten beim Menschen in Verbindung gebracht, und es ist auch kein Archaeenvirus bekannt, das zur Pathogenese von Krankheiten beim Menschen beiträgt.
Die geringe Zahl der identifizierten Archaeenviren ist auf die Schwierigkeiten bei der Kultivierung der Archaeen selbst zurückzuführen.
Kulturunabhängige Methoden wie die Metagenomik haben jedoch dazu beigetragen, dieses Problem zu überwinden und eine große Anzahl von Virusgruppen zu identifizieren, die zuvor nicht beschrieben worden waren. Zudem können Archaeenviren auch indirekt durch die Analyse von CRISPR-Sequenzen identifiziert werden.
In einer Studie aus dem Jahr 2018 wurden 110 Virusgruppen identifiziert, von denen damals nur sieben beschrieben waren, was darauf hindeutet, dass nur ein kleiner Teil der Viren extremer Umgebungen untersucht wurde. Die meisten Archaeenviren wurden aus zwei von 14 anerkannten oder vorgeschlagenen Archaeen-Phyla isoliert, den Thermoproteota und den Euryarchaeota (Stand 2020), was darauf hindeutet, dass künftige Entdeckungen das Wissen über die Vielfalt von Archaeenviren wahrscheinlich noch erweitern werden.

### Forschungsmethoden und Beispiele

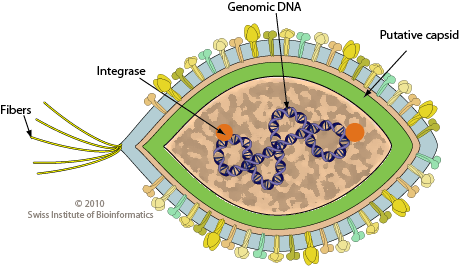
Querschnittszeichnung eines Virions der Familie Fuselloviridae.

Um die Gene von Archaeenviren und ihre Interaktionen mit ihren Wirten besser zu verstehen, wurden verschiedene Methoden eingesetzt. Mit Hilfe biochemischer Analysen wurden Gen-Homologe verglichen; mit Hilfe genetischer Analysen konnte gezeigt werden, welche Gene für die Funktion wesentlich sind; und mit Hilfe struktureller Analysen von Proteinfaltungen konnte die Verwandtschaft von Archaeenviren mit anderen Viren anhand gemeinsamer Strukturen festgestellt werden.
Es wurden auch weitere kulturunabhängige Methoden angewandt,
wie z. B. die virale Markierung (viral tagging),
Fluoreszenz-in-situ-Hybridisierung (FISH-Test),
Sequenzierung einzelner Zellen (single cell genomics) und
Bioinformatik-Analyse bereits veröffentlichter Sequenzdaten.
Sulfolobus spindle-shaped virus 1 (SSV1, Fuselloviridae),
Icerudivirus SIRV2 (Sulfolobus-islandicus-rod-shaped-Virus 2, SIRV2, Rudiviridae) und
Sulfolobus turreted icosahedral virus 1 (STIV1, Turriviridae)
wurden zu Modellsystemen für die Untersuchung von Virus-Wirt-Interaktionen entwickelt.
Die Kryo-Elektronenmikroskopie (Kryo-EM) hat dazu beigetragen, strukturelle Ähnlichkeiten zwischen Viren zu analysieren, wie z. B. den Nachweis, dass die Lipothrixviridae, Rudiviridae und Tristromaviridae für dasselbe Hauptkapsidprotein (MCP) kodieren.
Gen-Homologie und Syntenie konnten ebenfalls evolutionäre Beziehungen aufzeigen, wie z. B. die Beziehung zwischen den Halspiviridae und den Thaspiviridae.
Das Archaeen-Homolog des für den Transport erforderlichen „endosomalen Sortierkomplexes“ (endosomal sorting complexes required for transport, ESCRT) wird von einigen Archaeenviren – wie STIV und SIRV2 – für den Zusammenbau (Assemblierung) und den Austritt genutzt. ESCRT wird auch von einigen eukaryotischen Viren wie dem Ebolavirus, HIV und dem Hepatitis-B-Virus verwendet, um den Austritt aus der Wirtszelle zu erleichtern.
Dies deutet darauf hin, dass die Knospung bei Archaeenviren der Knospung bei eukaryotischen Viren ähnelt und dass die an ESCRT beteiligten Proteine bereits vor der Entstehung der Eukaryoten vorhanden waren.
Die Entdeckung neuer Prozesse in Archaeenviren könnte daher weitere Erkenntnisse über ihre Beziehung zu eukaryotischen Viren liefern, insbesondere zu Viren der Asgard-Archaeen (Asgardviren), einer Archaeengruppe, aus der mutmaßlich die Eukaryoten hervorgingen und die mit ihnen eine monophyletische Klade bildet.

### Forschungsgeschichte
Die erste Beschreibung eines Archaeenvirus erfolgte 1974 durch Terje Torsvik und Ian D. Dundas in einem Nature-Artikel mit dem Titel „Bacteriophage of Halobacterium salinarum“ („Bakteriophage von Halobacterium salinarum“)
Dieses Virus mit dem Akronym Hs1 infiziert die Haloarchaeen-Spezies Halobacterium salinarum und hat signifikante Ähnlichkeit mit dem Bakteriophagen phiH (ΦH), es wird daher derselben Virusspezies Myohalovirus phiH (Vertoviridae, Caudoviren vom Morphotyp der Myoviren) angehören.
In den 1970er und 1980er Jahren wurden weitere Viren halophiler Archaeen identifiziert.
In den 1980er Jahren begannen Wolfram Zillig und seine Kollegen, Viren aus thermophilen Archaeen der Ordnungen Thermoproteales und Sulfolobales, beide Thermoproteota (früher Crenarchaeota) zu isolieren.
Insgesamt entdeckten und charakterisierten er und seine Kollegen vier Familien von Archaeenviren: Fuselloviridae, Rudiviridae, Lipothrixviridae und Guttaviridae. Zillig und Kollegen entwickelten eigens eine Kultivierungsmethode für die Archaeenwirte und ermöglichten dadurch die Entdeckung ihrer Viren.
Die Fuselloviridae waren die erste Gruppe von ausschließlich Archaeenviren, die entdeckt wurde.
Das 1982 zunächst für ein Plasmid gehaltene Sulfolobus spindle-shaped virus 1 (SSV1) war der erste beschriebene Vertreter der Fuselloviren.
SSV1 wurde zu einem wichtigen Modell für die Untersuchung der Transkription in Archaeen und trug dazu bei, dass Archaeen als dritte Domäne des zellulären Lebens anerkannt wurden.
2004 wurde der erste Vertreter der Turriviridae, STIV1, beschrieben, das Archaeenviren mit bakteriellen und eukaryotischen Viren in einem Realm verbindet, der heute als Varidnaviria bezeichnet wird.
Als Vertreter der Bicaudaviridae wurde Acidianus two-tailed virus (ATV) 2005 erstbeschrieben. Es zeichnet sich durch die Fähigkeit seiner Virionen aus, sich unabhängig und außerhalb von der Wirtszelle morphologisch zu verändern.

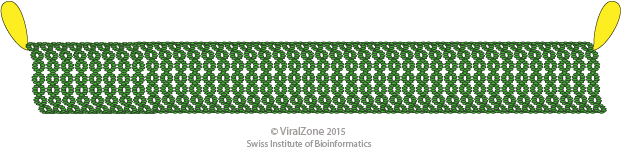
Schemazeichnung eines spiralförmigen Virions der Gattung Alphaspiravirus.

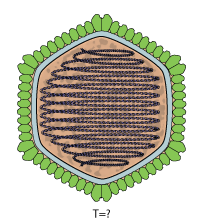
Die Querschnittszeichnung zeigt den einfachen ikosaedrischen Aufbau eines Virions der Gattung Alphaportoglobovirus.

Aeropyrum coil-shaped virus (ACV) wurde 2012 als erster Vertreter der Spiraviridae und erstes bekanntes Archaeen-ssDNA-Virus identifiziert.
Sulfolobus alphaportoglobovirus 1 (mit Stamm Sulfolobus polyhedral virus 1, SPV1) wurde 2017 erstbeschrieben, das erste Mitglied der Portogloboviridae.
Die Portogloboviren sind zusammen mit Halopaniviren für das Verständnis der Evolutionsgeschichte des Realms Varidnaviria wichtig, da sie basale Abstammungslinien des Realms darstellen, im Gegensatz zu den zuvor beschriebenen Turriviren.
Auf der Grundlage von Kryo-EM-Strukturanalysen und anderen Methoden wurde 2020 der Realm Adnaviria aufgestellt, das als einziger Realm ausschließlich Archaeenviren enthält.

### Magroviren
Marine Archaeen der Euryarchaeota werden klassifiziert als Marine Gruppe (englisch Marine Group) II (MG-II alias Ordnung Poseidoniales, bestehend aus MG-IIa bis MG-IId), III (MG-III) und IV (MG-IV) – die Marine Gruppe I (MG-I) bezeichnet dagegen marine Archaeen der Thaumarchaeota (syn. Nitrososphaerota).
Mit der ebenfalls nicht-taxonomischen Bezeichnung „Magroviren“ (englisch magroviruses, marine group [II] viruses) werden Viren klassifiziert, die Euryarchaeota der ersten genannten Gruppe MG-II parasitieren. Es handelt sich um dsDNA-Viren mit einer Genomgröße von 65–100 kbp und Kopf-Schwanz-Aufbau (Caudoviren): „Magrovirus A“, „Magrovirus B1“ und „B2“, sowie „Magrovirus C“ und (vermutet) „Magrovirus D“.
Für die Magroviren wurde eine neue Ordnung Magrovirales innerhalb der Klasse Caudoviricetes eingerichtet mit bislang einer einzigen Familie Aoguangviridae für „Magrovirus B“. Zu dieser gehört die Spezies Aobingvirus yangshanense mit dem Stamm Poseidoniales virus YSH_150918. Diese bisherigen Vertreter der Ordnung Magrovirales haben nach Vorhersage den Mophotyp der Siphoviren (Stand Februar 2024).

### Mathaviren
Andere Gruppen mariner Archaeen gehören zu Klasse Nitrososphaeria der Thermoproteota. Da diese Klade früher als Thaumarchaeota bezeichnet wurde, nennt man mit ihnen assoziierte Viren informell auch Mathaviren (englisch mathaviruses, marine thaumarchaeal viruses). Zu den Mathaviren der Klasse Casudovricetes mit Kopf-Schwamnz-Aufbau (arTVs) gehört die Ordnung Juravirales, deren (bisherige) Vertreter vorhergesagt ebenfalls vom Morphotyp der Siphoviren sind (Stand Februar 2024).

### Asgardviren
Asgardviren (en. Asgard viruses) ist die nicht-taxonomische Bezeichnung für Viren, die Asgard-Archaeen infizieren. Die ersten Asgardviren wurden 2022 vorgeschlagen.
Bisher liegen nur Metagenomdaten vor, insbesondere aus dem CRISPR/Cas-Abwehrsystem, das Genomsequenzen des Virus zwecks Erkennung umfasst. Diese Asgardviren sind dsDNA-Viren, die gewisse Ähnlichkeiten sowohl zu anderen prokaryotischen dsDNA-Viren als auch zu eukaryotischen dsDNA-Viren zeigen; ein Umstand, der zur Abstammung der Eukaryoten aus dem Umfeld der Asgard-Archaeen (unter Einbeziehung eines endosymbiotischen Bakteriums) passt – ggf. unter Mithilfe von Viren (siehe Eukaryogenese, Eozyten-Hypothese).
Bisher gibt es noch keine ICTV-bestätigte Vertreter (Stand Anfang März 2023), eine vorläufige Klassifizierung erfolgt nach Wirten, Morphologie und Habitat.
Die Asgardviren haben teilweise ein ikosaedrisches Kapsid, teilweise Kopf-Schwanz-Aufbau (Caudoviren), teilweise sind sie spindel- oder zitronenförmig (rein Archaeenvirus-spezifische Gruppen).
Für einen Teil der Asgard-Viren mit Kopf-Schwanz-Aufbau wurde eine neue Ordnung „Atroposvirales“ innerhalb der Klasse Caudoviricetes vorgeschlagen, mit der Familie „Skuldviridae“.
Weitere Kladen im Rang einer Familie stellen die „Wyrdviren“ („wyrdviruses“, mit zitronenförmiger Gestalt, verwandt mit den spindelförmigen Viren der Halspiviridae bzw. Fuselloviridae).